# 1960년 유러피언 네이션스컵 결승전
1960년 유러피언 네이션스컵 결승전(프랑스어: Finale du Championnat d'Europe de football 1960)은 1960년 7월 10일에 1960년 유럽 네이션스컵의 우승 팀을 가리기 위해 진행된 축구 경기이다. 이 경기는 소련과 유고슬라비아 간의 경기로 파리의 파르크 데 프랭스에서 열렸다. 이 경기에서 소련이 유고슬라비아를 2-1로 누르고 대회에서 우승을 차지하였다.

## 경기 상세 정보
| 소련                             | 2 – 1 (연장) | 유고슬라비아 |
| -------------------------------- | ------------ | ------------ |
| 메트레벨리 49′ · 포네델니크 113′ | (리포트)     | 갈리치 43′   |

| 소련 | 유고슬라비아 |

|               |    |                     |  |
|               |    |                     |  |
| GK            | 1  | 레프 야신           |  |
| DF            | 2  | 기비 초헬리         |  |
| DF            | 3  | 아나톨리 마슬렌킨   |  |
| DF            | 4  | 아나톨리 크루티코프 |  |
| MF            | 5  | 유리 보이노프       |  |
| MF            | 6  | 이고리 네토 (c)     |  |
| FW            | 7  | 슬라바 메트레벨리   |  |
| FW            | 8  | 발렌틴 이바노프     |  |
| FW            | 9  | 빅토르 포네델니크   |  |
| FW            | 10 | 발렌틴 부부킨       |  |
| FW            | 11 | 미헤일 메스히       |  |
| 감독:         |    |                     |  |
| 가브릴 카찰린 |    |                     |  |

|                                                             |    |                         |  |
|                                                             |    |                         |  |
| GK                                                          | 1  | 블라고야 비디니치       |  |
| DF                                                          | 2  | 블라디미르 두르코비치   |  |
| DF                                                          | 3  | 파흐루딘 유수피         |  |
| MF                                                          | 4  | 안테 자네티치           |  |
| MF                                                          | 5  | 요반 밀라디노비치       |  |
| MF                                                          | 6  | 젤코 페루시치           |  |
| FW                                                          | 7  | 젤코 마투시             |  |
| FW                                                          | 8  | 드라잔 예르코비치       |  |
| FW                                                          | 9  | 밀란 갈리치             |  |
| MF                                                          | 10 | 드라고슬라브 셰쿨라라츠 |  |
| MF                                                          | 11 | 보라 코스티치 (c)       |  |
| 감독:                                                       |    |                         |  |
| 알렉산다르 티르나니치 류보미르 로브리치 드라고미르 니콜리치 |    |                         |  |